# فرقة الحسم
فرقة الحسم هو تحالف تابع للجبهة الجنوبية نتج عن اندماج ثلاث جماعات سورية ثائرة في جنوبي سوريا.

## الجماعات المنضوية
- لواء عامود حوران
- فرقة شهداء الحرية
- فرقة فجر التوحيد